# 黃倩萍
黃詠棠（1968年8月2日—），藝名黃倩萍，臺灣新聞界人物，曾任三立新聞台主播、主播組組長、現任三立iNEWS《iNEWS財經早報》主播、《醫點不誇張》主持人。曾任 中天新聞台主播、三立新聞台《54新觀點》主持人，《前進新台灣》代班主持人。其外語能力相當不錯，並成功考取外語導遊領隊執照。

## 學歷
- 文藻語專英文科
- 美國亞歷桑納大學大眾傳播藝術系

## 經歷
- 長榮航空公關
- 中廣記者
- 中廣《party點唱機》、《藝文春秋》、《星光音樂盒》主持人
- 年代新聞記者
- 中天新聞主播
- 三立新聞台主播、主播組組長、《東方大錢潮》主持人、《54新觀點》主持人、《前進新台灣》代班主持人、《鄭知道了》代班主持人
- 三立iNEWS主播、主持人（2022年12月1日～至今）、《錢進新世界》代班主持人

## 外部連結
- 黃倩萍的Facebook專頁
- 黃倩萍的Instagram帳戶